# 성호 (승려)
성호(性虎, 본명: 정한영, 1958년 6월 4일 ~ )는 대한민국의 승려이다. 전라북도 익산시 출신으로, 전라북도 진안군 마이산에 있는 금당사의 주지를 지냈으나, 2010년 8월, 조계종으로부터 멸빈징계를 받고 2011년 서울중앙지방법원에 징계결정에 대해 효력을 정지해 달라는 가처분을 냈다. 2017년 대선 이전 오월에 승적이 조계종에 의해 복귀되었음을 당사자로부터 확인하였다. 이에 조계종은 특별재심을 넣어 제적을 청구했으며 2012년 8월 17일, 정한영(성호)은 징계소송에서 패소하여 승적이 박탈되었다. 이후 조계종에서 징계가 감경되었고, 정치활동을 그만두고 스님으로 복귀하였다.

## 대한 불교 조계종과 갈등
정한영(성호)은 2009년 실시된 제33대 총무원장 선거에서 당선된 현 총무원장 자승(58) 스님의 당선이 무효라며 소송을 냈고 2012년 1월 대법원에서 패소했다.
뒤이어 부당한 징계로 입은 손해 1억원을 물어내라며 대한불교조계종과 총무원장을 상대로 손해배상 청구소송을 냈으나 2012년 8월 패소했다.
조계종으로부터 승려직이 박탈되는 징계를 취소해 달라는 소송을 냈으나 2012년 8월 17일, 항소심에서 패소해 승적이 박탈되었다. 앞서 조계종 호법부는 자승스님의 승적에 문제가 있다는 내용이 담긴 허위 문서를 배포하고, 토지처분대금 7천만 원을 임의로 사용했다며 지난해 3월, 승려증을 박탈하고 승적을 말소하는 멸빈의 징계를 내렸다. 이에 정한영(성호)은 효력정지 가처분 신청을 냈고 호법부는 제적을 청구한 상태였다. 정한영(성호)은 그 후 일베숫컷종정을 자칭하여 독립 승려로 활동하다가, 조계종으로 돌아가 정치활동을 중단했다.

## 주요 사건

### 조계종 승려 도박사건
정한영(성호)은 2012년 5월 9일 승려 8명이 전남 장성군 백양사 관광호텔에서 거액의 도박판을 벌였다며 서울중앙지검에 고발장을 제출했다. 또한 5월 15일에는 '손석희의 시선집중'에 출연해 스님들이 성매수를 했으며, 집단폭행을 당했다고 주장하였다. 이에 대해 총무원은 정한영(성호)을 명예훼손으로 검찰에 고소하고 보도자료를 내어 성호와 관련된 비리 혐의와 소송 현황을 공개했다. 검찰은 정한영(성호)의 고발을 받고 조사에 착수해 전남의 한 호텔에서 밤샘 도박판을 벌여 파문을 일으킨 승려 7명과 몰래카메라를 설치한 승려 등 2명을 기소했다. 도박 장면이 찍힌 동영상(몰래 카메라)은 백양사 주지 선임을 둘러싼 갈등 과정에서 상대측을 궁지에 몰아넣기 위해 촬영된 것으로 드러났다.

### 금당사 횡령
2012년 11월 15일, 전주지법은 금당사 공금 8천300만 원을 횡령하고 종무원에게 폭력을 휘두른 혐의(업무상 횡령 등)로 지난해 11월 기소된 전 금당사 주지 정한영(성호)에게 징역 1년6월에 집행유예 2년6월을 선고했다.

### 소망교회 관련 논란
2012년 9월 18일, 조계종 호법부는 '정한영의 배후 세력에 소망교회가 있다는 주장을 골자로 한 내용'의 기자회견을 마련해 정한영이 낸 경향신문 광고 입금 계좌의 예금주가 소망교회 신도인 엄상익 변호사법률사무소임을 입증하는 전자 확인증, 정한영이 1인 시위시 사용한 차량 주차증에 ‘오륜교회’ 마크가 찍힌 문서 등 증거물을 기자회견문과 함께 제시했다.

### 이정희 전 대선후보 막말 논란
2012년 12월 26일, MBN생방송에 출연해 박정희 전 대통령을 찬양하고 이정희 전 통합진보당 대선 후보에게 심한 욕설을 퍼부어 제작진이 인터뷰를 도중에 중단시키는 방송사고가 일어났다. 2012년 12월 24일에는 이정희 전 후보가 대선보조금을 먹튀했다며 서울중앙지검에 고발장을 낸 바 있으나 통합진보당은 현행법상 국고보조금을 되돌려줄 의무가 없다. 12월 28일, 통합진보당은 이에 대해 법적대응을 하겠다는 입장을 밝혔다.

### 세월호 단식투쟁에 항의하는 폭식투쟁 논란
세월호 침몰사고 단식유족들은 국민을 속이면서 초코바를 먹으면서 단식을 진행했다고 일베회원들과 함께 광화문광장에서 초코바 자유시간을 나눠주는 퍼포먼스를 진행했다.
스스로를 일베저장소숫컷종정으로 자처하며 행사를 열었다.
이 과정에서 폭식투쟁과 함께한 퍼포먼스가 구설수에 올랐다.

### 시민과 욕설을 주고받기한 선거운동 논란
변희재 후보 측 선거운동원으로 활동한 그는 같은 선거구에 출마한 정태호 (1963년) 더불어민주당 후보와 이에 대한 지지를 호소한 문재인 대표와 안철수 의원 앞에서 “빨갱이를 죽여라. 관악을 유권자 여러분 빨갱이를 죽여야 됩니다. 대한민국은 빨갱이 나라가 아닙니다”라고 외쳤다. 이어 웃고 있는 변희재 후보와 선거운동원이 유세 차량에 동행하는 장면이 나왔다.
이를 지켜보던 시민이 화가 나서 욕설을 하자 그는 “내가 니 애미를 따먹었냐, 니 애비를 따먹었냐. 지나가다 욕을 해요 욕을 해. 저런 후레 아들놈 도둑놈이 어딨어”라며 다시 “빨갱이를 죽여라”를 외쳤다.